# Pollock Pines
Pollock Pines és una concentració de població designada pel cens dels Estats Units a l'estat de Califòrnia. Segons el cens del 2000 tenia 4.728 habitants.

## Demografia
Segons el cens del 2000, Pollock Pines tenia 4.728 habitants, 1.916 habitatges, i 1.320 famílies. La densitat de població era de 313,1 habitants/km².
Dels 1.916 habitatges en un 30,3% hi vivien nens de menys de 18 anys, en un 55,3% hi vivien parelles casades, en un 9,2% dones solteres, i en un 31,1% no eren unitats familiars. En el 25,1% dels habitatges hi vivien persones soles el 9,8% de les quals corresponia a persones de 65 anys o més que vivien soles. El nombre mitjà de persones vivint en cada habitatge era de 2,47 i el nombre mitjà de persones que vivien en cada família era de 2,93.
Per edats la població es repartia de la següent manera: un 25,1% tenia menys de 18 anys, un 6,6% entre 18 i 24, un 26,5% entre 25 i 44, un 26,1% de 45 a 60 i un 15,7% 65 anys o més.
L'edat mitjana era de 40 anys. Per cada 100 dones de 18 o més anys hi havia 95,4 homes.
La renda mitjana per habitatge era de 41.294 $ i la renda mitjana per família de 46.627 $. Els homes tenien una renda mitjana de 40.053 $ mentre que les dones 28.906 $. La renda per capita de la població era de 19.219 $. Entorn del 5,1% de les famílies i el 9,1% de la població estaven per davall del llindar de pobresa.

## Poblacions més properes
El següent diagrama mostra les poblacions més properes.